# Romain Hardy
Romain Hardy (* 24. August 1988 in Flers) ist ein französischer Radrennfahrer.

## Karriere
Romain Hardy wurde 2008 Zweiter der Gesamtwertung bei der Tour de Gironde und er wurde Dritter beim U23-Straßenrennen der französischen Meisterschaft. Im nächsten Jahr wurde er unter anderem Vierter bei der U23-Austragung von Liège-Bastogne-Liège und er gewann eine Etappe bei der Tour de la Creuse.
Von 2010 bis 2012 fuhr Hardy für das französische Continental Team und spätere Professional Continental Team Bretagne-Schuller. Ende der Saison 2010 gewann er mit der Nationalmannschaft eine Etappe bei der Tour de l’Avenir und 2012 eine Etappe der Tour du Haut-Var.
Zwischen 2013 und 2016 fuhr Hardy für Cofidis und nahm ab 2014 auch an Grand Tours teil. Seine besten Platzierungen waren Rang 27 bei der Vuelta a España 2016 sowie Platz 26 bei der Tour de France 2017, letzteres für Fortuneo-Oscaro. 2017 gewann er die Tour du Doubs und 2019 eine Etappe der Tour de Savoie Mont-Blanc.

## Erfolge
2010
- eine Etappe Tour de l’Avenir

2012
- eine Etappe Tour du Haut-Var

2017
- Tour du Doubs

2019
- eine Etappe Tour de Savoie Mont-Blanc

## Grand-Tour-Platzierungen
| Grand Tour            | 2014 | 2015 | 2016 | 2017 | 2018 | 2019 |
| --------------------- | ---- | ---- | ---- | ---- | ---- | ---- |
| Giro d’ItaliaGiro     | –    | –    | –    | –    | –    | –    |
| Tour de FranceTour    | –    | –    | –    | 26   | 105  | –    |
| Vuelta a EspañaVuelta | 64   | DNF  | 27   | –    | –    | –    |

## Teams
- 2010 Bretagne-Schuller
- 2011 Bretagne-Schuller
- 2012 Bretagne-Schuller
- 2013 Cofidis, Solutions Crédits
- 2014 Cofidis, Solutions Crédits
- 2015 Cofidis, Solutions Crédits
- 2016 Cofidis, Solutions Crédits
- 2017 Fortuneo-Vital Concept
- 2018 Team Fortuneo-Samsic
- 2019 Team Arkéa-Samsic
- 2020 Team Arkéa-Samsic